# Kleiner Rettenstein
Kleiner Rettenstein är ett berg i Österrike.   Det ligger i distriktet Kitzbühel och förbundslandet Tyrolen, i den centrala delen av landet, 300 km väster om huvudstaden Wien. Toppen på Kleiner Rettenstein är 2 216 meter över havet, eller 497 meter över den omgivande terrängen. Bredden vid basen är 11,2 km.
Terrängen runt Kleiner Rettenstein är huvudsakligen bergig, men den allra närmaste omgivningen är kuperad. Närmaste större samhälle är Mittersill, 12,6 km öster om Kleiner Rettenstein. 
I omgivningarna runt Kleiner Rettenstein växer i huvudsak blandskog. Runt Kleiner Rettenstein är det ganska glesbefolkat, med 34 invånare per kvadratkilometer.